# Општина Предешти (Долж)
Предешти (рум. Predeşti) општина је у Румунији у округу Долж.
Oпштина се налази на надморској висини од 161 m.